# Bahía de Hudson
La bahía de Hudson es una gran bahía localizada en el noreste de Canadá. La bahía de Hudson forma parte del océano Ártico. Por su tamaño, es un auténtico mar interior de Canadá. Conecta por el este con el océano Atlántico a través del estrecho homónimo, y por el norte con el resto del Ártico, a través de la cuenca Foxe, que no se considera parte de la bahía. Administrativamente, sus costas forman parte de las provincias de Ontario, Quebec, Manitoba y Nunavut. Todas las islas de la bahía pertenecen a Nunavut. Las aguas de la bahía está localizadas entre los 78-95° O y 51-70° N. Lleva su nombre en honor al explorador inglés Henry Hudson.

## Geografía física
La bahía de Hudson tiene una superficie de 1,23 millones de km², con cerca de 1000 km de anchura, en dirección E-O y casi 700 km de N-S. Su cuenca es poco profunda, siendo su profundidad media de 125 m, y en general inferior a 80 m hasta unos 100 km de la costa, y la máxima alcanza los 257 m. El fondo es poco accidentado con algunas depresiones y bancos poco profundos. La razón es que se formó durante la última glaciación por el cepillado del Escudo Canadiense durante el Precámbrico por los glaciares.
Si se observa el mapa de la bahía se puede apreciar que la parte sudeste tiene forma de semicírculo llamado Arco de Nastapoka. Aunque ninguna prueba lo apoya, una hipótesis avanza que esta forma sería el cráter de uno de los mayores impactos de un meteorito del mundo, con un diámetro de unos 300 km.
El flujo de las aguas del ártico del norte de la bahía y de las aguas dulces provenientes de los muchos ríos que desaguan en ella, como el río Churchill y el río Nelson, mantienen un nivel de salinidad mucho más bajo que el nivel medio de los mares. Las aguas de la bahía vierten hacia el océano Atlántico, cruzando el angosto estrecho de Hudson, aunque a causa del estrechamiento y el tamaño excepcional de la bahía, la masa de agua puede dar muchas veces la vuelta antes de salir.

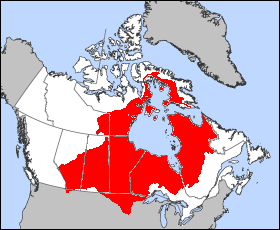
Cuenca de la Bahía de Hudson.

El agua de la bahía comienza a congelarse a principios de noviembre y termina por completarse en diciembre. El hielo persiste hasta junio, aunque se forman polinias por el viento en el hielo, incluso durante lo más frío del invierno. El contraste entre estas aguas expuestas al aire libre cuya temperatura es de aproximadamente -2 °C y el aire del ambiente mucho más frío bajo las aberturas, genera precipitaciones de nieve importantes pero muy localizadas.
Tras el deshielo, se produce una circulación marítima limitada. Además de los kayaks inuits, los botes amerindios y barcos de cabotaje de todo tipo, las embarcaciones de la Guardia Costera canadiense abren canales en el hielo y abastecen a los pueblos costeros. Algunas embarcaciones de altura también hacen escala en Churchill (provincia de Manitoba) para el transporte del trigo que proviene de las Praderas canadienses.

### Costas
Las costas occidentales de la bahía son una zona baja conocida como Tierras bajas de la bahía de Hudson, que cubre 324 km² (125,1 mi²). La zona está drenada por un gran número de ríos y ha formado una vegetación característica de tipo turba conocida como muskeg. Gran parte del relieve ha sido modelado por la acción de los glaciares y la contracción de la bahía durante largos periodos de tiempo. Se pueden ver señales de numerosos frentes de playa anteriores lejos de la costa actual. Una gran parte de las tierras bajas de la provincia de Ontario forma parte del Parque Provincial del Oso Polar (Polar Bear Provincial Park), y una parte similar de las tierras bajas de Manitoba está incluida en el Parque Nacional Wapusk, siendo este último un importante guarida de maternidad del  oso polar.
Por el contrario, la mayor parte de las costas orientales (la parte de Quebec) forman el borde occidental del Escudo Canadiense en Quebec. La zona es rocosa y montañosa. Su vegetación es típicamente de bosque, y al norte, de tundra.
Medida por la longitud de la línea de costa, la bahía de Hudson es la mayor bahía del mundo (la mayor en superficie es la bahía de Bengala).
El distintivo segmento en forma de arco de la orilla oriental de la bahía de Hudson se denomina arco de Nastapoka.

### Islas
Hay muchas islas en la bahía de Hudson, sobre todo cerca de la costa oriental. Todas las islas, incluidas las de la bahía James, forman parte de Nunavut y están incluidas en el Archipiélago Ártico. Varias son disputadas por los aborígenes Cree. Un grupo de islas son las islas Belcher. Otro grupo lo constituye las Islas Ottawa.

## Geología
La Bahía de Hudson ocupa una gran cuenca geológica estructural, conocida como la cuenca de la Bahía de Hudson, que se encuentra dentro del Escudo Canadiense. La recopilación e interpretación de datos de afloramiento, sísmicos y de perforación para la exploración de yacimientos de petróleo y gas dentro de la cuenca de la bahía de Hudson descubrió que está rellena, como máximo, por una capa de  2,5 m (2,7 yd) de  espesor constituida por caliza del Ordovícico al Devónico, dolomitas, evaporitas, pizarras negra, y varias roca clásticas sedimentarias, que recubren estratos cámbricos de menos de 60 m (65,6 yd) que consiste en arenas de cuarzo sin fósiles y conglomerado, recubiertos por dolomitas arenosas y estromatolíticas. Además, se conservan una cantidad menor de arenas y gravas terrestres fluviales del Cretácico en los rellenos de un anillo de sumideros creados por la disolución de las evaporitas del Silúrico creados durante el Cretácico.
A partir de la gran cantidad de datos geológicos publicados que se han recopilado como resultado de la exploración de hidrocarburos, la investigación académica y la cartografiación geológica relacionada, se ha reconstruido una historia detallada de la cuenca de la Bahía de Hudson. Durante la mayor parte del Cámbrico , esta cuenca no existía. Más bien, esta parte de la zona del Escudo Canadiense seguía siendo topográficamente alta y emergente. Fue sólo durante la última parte del Cámbrico que el aumento del nivel del mar de la transgresión marina Sauk la sumergió lentamente. Durante el Ordovícico, esta parte del Escudo Canadiense continuó sumergida por la subida del nivel del mar, excepto por una breve regresión marina del Ordovícico medio. Sólo a partir del Ordovícico tardío y hasta el Silúrico, el gradual hundimiento regional de esta parte del Escudo Canadiense formó la cuenca de la Bahía de Hudson. La formación de esta cuenca dio lugar a la acumulación de asfalto bituminoso negro y depósitos de evaporita en su centro, caliza gruesa en los márgenes de la cuenca y dolomita, y el desarrollo de extensos arrecifes que rodeaban los márgenes de la cuenca que fueron levantados tectónicamente a medida que la cuenca se hundía. Durante el Silúrico Medio, la subsidiencia cesó y esta cuenca se elevó. Se generó un arco emergente, sobre el que crecieron arrecifes, que dividió la cuenca en dos subcuencas, oriental y occidental. Durante el Devónico esta cuenca se llenó de lechos rojos terrestres sedimentarios que interfirieron con calizas y dolomías marinas. Antes de que la deposición terminara por la regresión marina, el esquisto bituminoso negro del Devónico superior se acumuló en el sureste de la cuenca..
El resto de la historia de la cuenca de la Bahía de Hudson se desconoce en gran medida, ya que una importante discordancia separa los estratos del Devónico superior de los depósitos glaciales del Pleistoceno. A excepción de las arenas y gravas fluviales terrestres del Cretácico, poco conocidas, que se conservan como relleno de un anillo de sumideros alrededor del centro de esta cuenca, los estratos que representan este período de tiempo están ausentes de la cuenca de la Bahía de Hudson y del Escudo Canadiense circundante.
El Escudo Precámbrico que subyace a la Bahía de Hudson y en el que se formó la cuenca de la Bahía de Hudson está compuesto por dos protocontinentes del Arcaico, el Cratón de Churchill Occidental y el Cratón Superior. Estos cratones están separados por un collage tectónico que forma una zona de sutura entre estos cratones y la Orogenia Trans-Hudson. Los cratones Churchill Occidental y Superior colisionaron en torno a 1,9-1,8 Ga en esta orogenia Trans-Hudson. Debido a las formas irregulares de los cratones que colisionaron, esta colisión atrapó entre ellos a grandes fragmentos de corteza juvenil, un considerable fragmento continental, y  un arco de islas, bajo lo que ahora es el centro de la moderna Bahía de Hudson como parte de la Orogenia Trans-Hudson. Las Islas Belcher son la superficie erosionada del Cinturón de Plegado Belcher, que se formó como resultado de la compresión tectónica y el plegado de los sedimentos que se acumularon a lo largo del margen del Cratón Superior antes de su colisión con el Cratón Churchill Occidental.

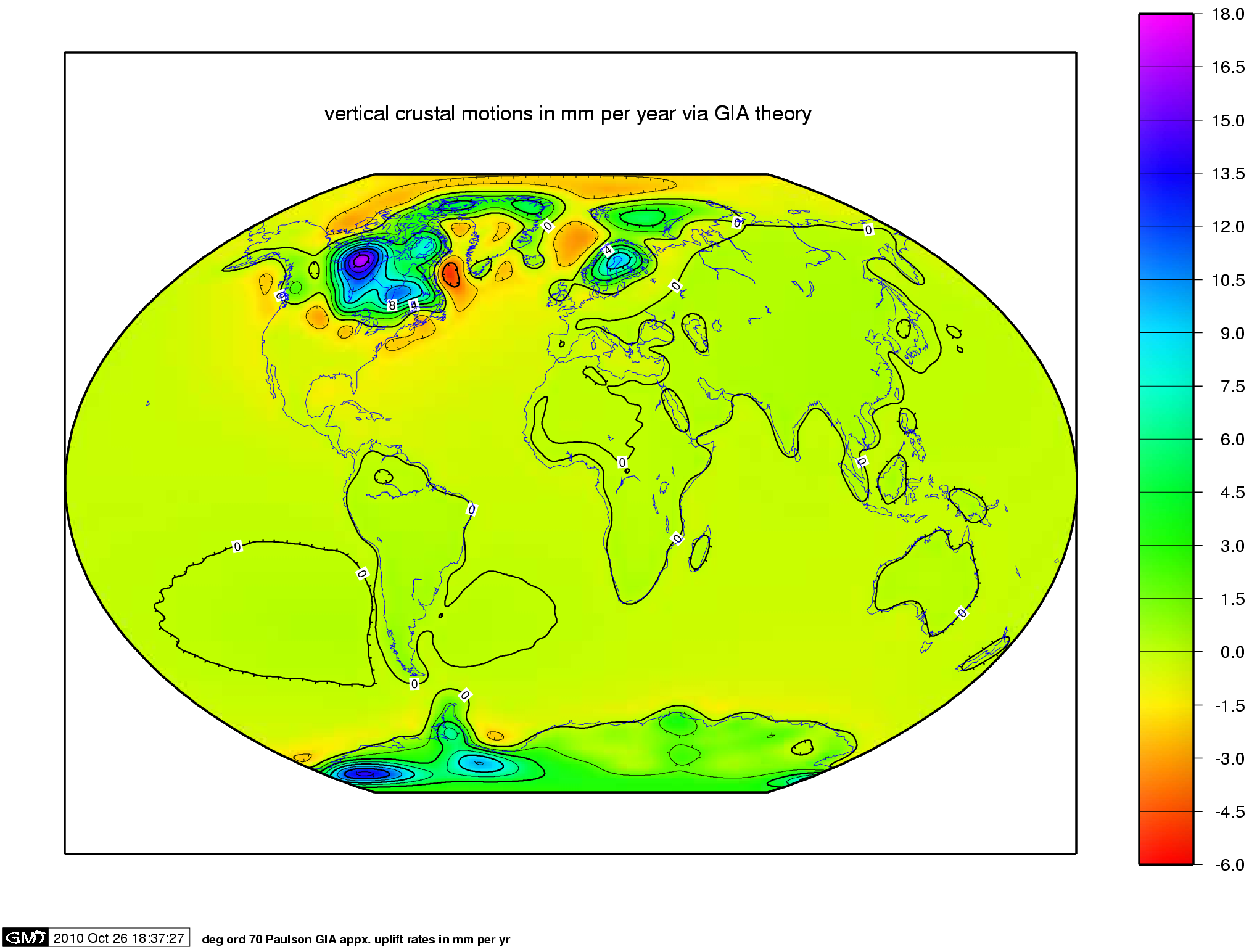
Mapa del rebote postglacial. La bahía de Hudson se encuentra en la región de más rápido levantamiento

La bahía de Hudson y su cuenca estructural asociada se encuentran en el centro de una gran anomalía gravitatoria que se encuentra dentro del Escudo Canadiense. La similitud de la extensión de la anomalía gravitatoria con el perímetro de la antigua capa de hielo de Laurentide que cubría esta parte de Laurentia llevó a la conclusión, sostenida durante mucho tiempo, de que esta perturbación de la gravedad de la Tierra reflejaba el ajuste isostático postglacial en curso por el derretimiento y la desaparición de esta capa de hielo. Los datos recogidos sobre Canadá por la misión del satélite Gravity Recovery and Climate Experiment (GRACE) permitieron a los geofísicos aislar la señal gravitatoria asociada al ajuste isostático glacial del proceso de convección del manto que se produce bajo el Escudo Canadiense. Basándose en estos datos, los geofísicos  llegaron a la conclusión de que la capa de hielo de Laurentide estaba compuesta por dos grandes cúpulas al oeste y al este de la bahía de Hudson. Al modelar el ajuste isostático glacial utilizando los datos de GRACE, llegaron a la conclusión de que entre el 25 y el 45% de la anomalía de gravedad observada se debía al ajuste isostático glacial en curso, y que el resto probablemente representaba efectos de la convección del manto a más largo plazo.

### Semicírculo del sureste
Los geofísicos han discrepado sobre qué creó el rasgo semicircular conocido como el arco de Nastapoka que forma una sección de la costa del sureste de la Bahía de Hudson. Observando la escasez de estructuras de impacto en la Tierra en relación con la Luna y Marte, Carlyle Smith Beals propuso que posiblemente forme parte de una estructura de impacto extraterrestre del Precámbrico comparable en tamaño al Mare Crisium de la Luna. En el mismo volumen, John Tuzo Wilson comentó la interpretación de Beals y propuso alternativamente que el arco de Nastapoka podría haberse formado como parte de un extenso orógeno colisional continental precámbrico, vinculado al cierre de una antigua cuenca oceánica. El consenso general actual es que se trata de un límite arqueado de origen tectónico entre el cinturón de pliegues de Belcher y el basamento no deformado del Cratón Superior creado durante la orogenia Trans-Hudson. Esto se debe a que no se ha encontrado ninguna evidencia creíble de tal estructura de impacto mediante estudios magnéticos regionales, gravedad de Bouguer u otros estudios geológicos. Sin embargo, otros científicos de la Tierra han propuesto que la evidencia de un impacto Arcaico podría haber sido enmascarada por la deformación que acompañó a la posterior formación de la orogenía Trans-Hudson y consideran un origen de impacto como una posibilidad plausible.

## Fauna
Las especies de peces más abundantes son el salvelino (salvelinus alpinus) o trucha ártica, el capelán (mallotus villosus), el bacalao polar (boreogadus saida) y el bacalao de Groenlandia (gadus ogac). Cerca de 20.000 belugas (Delphinapterus leucas) o ballenas blancas, pasan el verano a lo largo de la costa oeste de la bahía; los grupos del estuario del río Nelson son probablemente los más importante del mundo.
El oso polar es otro importante habitante de la bahía. Cerca de la ciudad de Churchill, estos osos pasan la temporada estival hibernando, al contrario que otros osos, y pariendo a sus pequeños. Los vertederos son un lugar de cita en otoño en el momento de la vuelta hacia la bahía, hasta que el hielo sea bastante sólido para soportarlos. Tratan así de encontrar un poco de alimento después de 6 meses de ayuno antes de poder cazar su presa favorita: la foca. Esto causa problemas en las relaciones humano-oso.
Las marismas de la bahía de Hudson son frecuentadas por algunas de las poblaciones más importantes de aves acuáticas. En particular anidan allí las famosas barnaclas canadienses (branta canadensis) y una de las poblaciones más importantes del mundo de halcones peregrinos.

## Flora
Las tierras ribereñas de la bahía cubren 324.000 km², son relativamente llanas y cubiertas de ciénagas ácidas. La bahía de Hudson se sitúa en general al norte del límite de los árboles. La vegetación al sur es de tipo muskeg, una mezcla de turba con algunos árboles. Los indios Cree lo llaman wiinipekw, agua cenagosa, el mismo nombre que para el lago Winnipeg. Avanzando hacia el norte de la bahía se encuentra la tundra y el permafrost donde el termómetro está la mayor parte del año bastante por debajo del punto de congelación.

## Historia

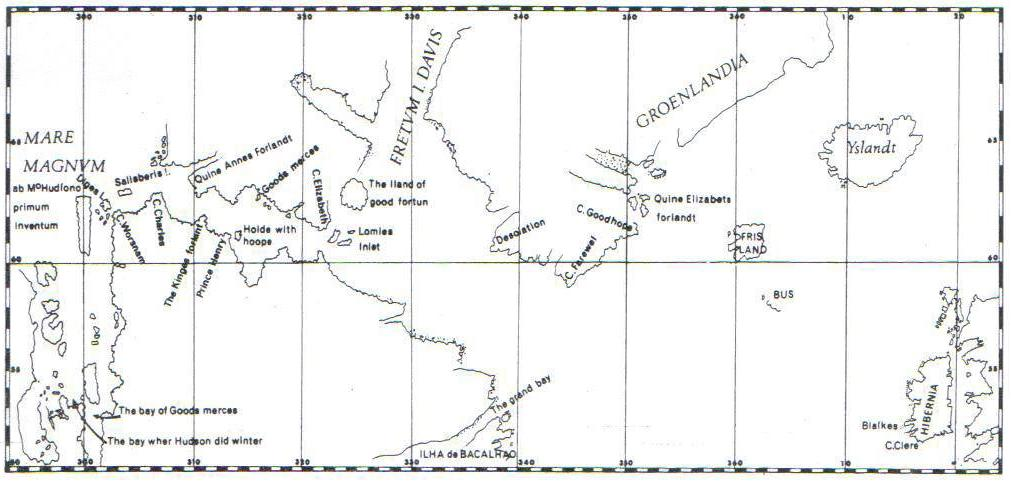
Mapa de Henry Hudson.

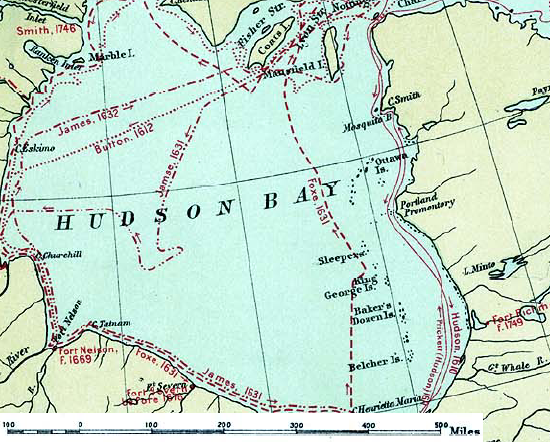
Mapa mostrando las expediciones en la bahía de Hudson.

Esta bahía lleva el nombre del explorador inglés Henry Hudson que, en 1610, a bordo de su buque Discovery, fue el primer navegante conocido en adentrarse en sus aguas. En su cuarto viaje, Hudson partió a la búsqueda del ansiado Paso del Noroeste. Bordeó la costa occidental de Groenlandia y tras cruzar a mediados de año el estrecho que ahora lleva su nombre, se internó en la bahía. Pasó tres meses explorando y cartografiando gran parte de su costa oriental.
En la creencia de que se encontraba en el Pacífico, navegó rumbo sur hasta la bahía de James. En noviembre el Discovery quedó aprisionado en el hielo, y la tripulación sobrevivió en tierra. Cuando en la primavera despejó el hielo, Hudson quería explorar el resto de la zona y navegar discretamente hacia la India. Sin embargo, después de pasar tres meses en un duro invierno a causa del frío y la escasez de alimentos, la discordia se generalizó entre la tripulación, acabando con un motín el 22 de junio de 1611. Hudson, su hijo y otros siete miembros de la tripulación fueron abandonados a su suerte en un pequeño bote. Nunca más se supo de ellos y se presume que murieron de hambre y frío. Los pocos amotinados que consiguieron sobrevivir pudieron llegar a Inglaterra gracias a la habilidad del piloto Robert Bylot, y fueron encarcelados. Bylot logró el indulto por su hazaña y en 1612, regresó a la bahía de Hudson, esta vez con Thomas Button. Llegaron a la desembocadura del río Nelson, donde pasaron el invierno. En la primavera de 1613 continuaron al norte, llegando a una latitud de 65°, antes de regresar a Inglaterra.
Dos exploradores ingleses más emprendieron la busca del Paso del Noreste en mayo de 1631. El capitán Thomas James partió de Bristol para una travesía de dos años con un solo buque, el Henrietta Maria. James exploró la bahía, en especial la parte meridional que ahora lleva su nombre (bahía James), tras haber sido atrapado por el hielo el 1 de septiembre de 1631.  Paso el invierno en isla Charlton antes de continuar su viaje en el océano Ártico en el verano de 1632.
Luke Fox zarpó el 28 de abril de Londres y el 5 de mayo dejó Deptford, dos días después de la salida de James de Bristol. Después de sobrevivir a un calvario a causa de los hielos, llegó al estrecho de Hudson el 22 de junio y emprendió un reconocimiento en sentido contrario a las agujas del reloj de las costas de la bahía de Hudson. Comenzó siguiendo la costa meridional de isla Southampton, luego descendió a lo largo de la costa occidental de bahía hasta Port Nelson. Más al sur, se encontró los días 29 al 31 de agosto con Thomas James: Fox siguió navegando hacia el este y el norte, y James hacia el este y el sur, adentrándose en bahía James. 
Fox continuó su exploración al norte, siendo el primer navegante en adentrarse finalmente en cuenca Foxe y recorrer la costa occidental de isla Baffin, hasta que se vio obligado a regresar a causa del hielo, a 66° 47' N, volviendo a Inglaterra el 31 de octubre. Tuvo más reconocimiento el viaje de James probablemente porque su narración del viaje estaba mejor escrita —El extraño y peligroso viaje del Capitán Thomas James («The Strange and Dangerous Voyage of Captaine Thomas James»), publicado en 1633 a su regreso— aunque los logros de Fox también fueron destacados: fue el primero en circunnavegar la bahía de Hudson, en investigar la zona del canal de Foxe y también regresó sin haber perdido ni un solo hombre de su tripulación.
La bahía de Hudson está históricamente asociada con la lucha franco-inglesa por América del Norte en los siglos XVII y XVIII, pues daba acceso a los vastos territorios de comercio de pieles en los que cada país quería conseguir la exclusividad. Los franceses, establecidos en el valle del San Lorenzo (Nueva Francia), enviaron a menudo expediciones para desalojar los puestos de tratado de pieles que los ingleses habían erigido allí bajo la protección de la Compañía de la Bahía de Hudson. Los ingleses hicieron lo mismo con los puestos franceses. La situación no se solucionó hasta después de la cesión de este territorio a la Gran Bretaña en 1713 por los Tratados de Utrecht.